# 福田善之
福田 善之（ふくだ よしゆき、1931年〈昭和6年〉10月21日 - ）は、日本の劇作家、脚本家、演出家、俳優。本名、鴻巣 泰三。
日本演出者協会評議員（元・理事長）、劇作家協会顧問（元・幹事）、元・日本演劇協会理事。桐朋学園芸術短期大学特別招へい教授。

## 来歴
東京市日本橋区（現：東京都中央区日本橋）生まれ。父は福田利三郎、母は鴻巣以知。1937年に父が他界し、福田家と縁が切れる。
新制麻布高等学校卒業。在学中「映画研究部」に所属し、山際永三、佐藤重臣らが会員にいた。1954年に東京大学仏文科を卒業。在学中に藤田朝也（ふじたあさや）と『富士山麓』を共作、1953年の五月祭で上演する。
1954年4月〜10月、「東京タイムス」の記者を務めたのち、岡倉士朗の誘いで演出助手を務める。1957年、『長い墓標の列』を発表。1958年に『オッペケペ』で芸術祭奨励賞を受賞した。1960年に観世栄夫らと青年芸術劇場を結成。1963年の『真田風雲録』では、真田十勇士に託して学生運動を風刺した。1964年、『袴垂れはどこだ』で岸田国士戯曲賞を受賞するが、審査委員への不信を理由に辞退する。
1966年、青年芸術劇場を解散。1969年、大逆事件を主題にした『魔女伝説』を執筆する（主演は渡辺美佐子）。この戯曲は佐藤信の解説（「いま重層的表現とは何か」）を附して刊行された。1970年代には新しい大衆演劇を目指し、人形劇の結城座と組んで『お花ゆめ地獄』のような夢幻傀儡劇を上演。またシェイクスピア作品の上演やミュージカルの演出も行う。
テレビドラマのシナリオ執筆も数多く、1976年の大河ドラマ『風と雲と虹と』を担当している。俳優としても、ウルトラシリーズに博士役で3度出演した（『ウルトラマン』第19話「悪魔はふたたび」、第22話「地上破壊工作」、『ウルトラセブン』第12話「遊星より愛をこめて」）。
日本演出者協会創設に参画、理事・理事長を歴任。『九条の会』賛同者でもある。
NHK大河ドラマにおいて脚本を担当し、また俳優として出演した経験を持つ人物は、2022年現在、福田と三谷幸喜、宮藤官九郎の3人のみである。

## 主な受賞歴
- 1963年 - 芸術祭奨励賞（『オッペケペ』福田作・観世栄夫演出・劇団新人会の上演に対して）
- 1993年 - 紀伊国屋演劇賞（『壁の中の妖精』『幻燈辻馬車』）
- 1995年 - 第46回読売文学賞（『私の下町-母の写真』）
- 1999年 - 読売演劇賞優秀演出家賞（『壁の中の妖精』演出）
- 2000年 - 斉田喬戯曲賞（『壁の中の妖精』）
- 2001年 - 紫綬褒章
- 2006年 - シナリオ功労賞

## 脚本作品

### 映画
- 真田風雲録（1963年、東映 / 監督：加藤泰、中村錦之助主演）
- 異聞猿飛佐助（1965年) / 監督：篠田正浩）
- 日本の悪霊（1970年、ATG / 監督：黒木和雄）
- 哀しみのベラドンナ（1973年、日本ヘラルド映画 / 監督：山本暎一）

### テレビドラマ
- 三日月の影 尼子十勇士戦記（1961年、NHK）
- どこにもいない（1961年、NHK）
- ここに生きる（1962年、NHK）
- オッペケペ（1962年、NHK）
- ただいま零匹（1963年、RKB）
- 異聞はがくれ（1964年、NHK）
- きりぎりす（1964年、TBS）
- 日々の微笑（1964年、HBC）
- うそ八万騎（1964年、NTV）
- 加納大尉夫人（1965年、TBS）
- 楡家の人びと（1965年、TBS）
- 愛しているというのなら…（1966年、NHK）
- 誰にもわからない（1966年、TBS）
- お富の貞操（1966年、CX）
- ゆうだち 雨をもつ季節（1966年、TBS）
- バンパイヤ（1968年、CX）※脚本・監修
- 我が美わしの…（1968年、RKB）
- 魔像・十七の首 (1969年、ABC)
- 戦いすんで日が暮れて（1969年、TBS）
- こがらし えれじい（1970年、NHK）
- あほんだれ一代（1971年、NHK）
- 天下御免（1972年、NHK）
- 明智探偵事務所（1972年、NHK）
- コチャバンバ行き（1973年、NHK）
- 銀河テレビ小説 (NHK)
  - 三四郎（1974年）
  - 愛・信じたく候（1981年）
- 大河ドラマ (NHK)
  - 風と雲と虹と（1976年、NHK）
- 土曜ワイド劇場 (ANB)
  - 夏の海にご用心（1977年）
  - 青春の荒野（1978年）
  - 女の決闘 濡れた瞳は殺しのサイン（1979年）
  - 化けた花嫁 財産乗っ取り計画（1980年）
  - 誘惑されて地獄行き 鮮やかなダブルトリック（1981年）
  - 愛の妖精殺人事件 鮮やかなフィナーレ「女に鍵を渡す夫」（1981年）
  - 妻という名の他人 レスビアン完全犯罪 夫から逃げたい!（1984年）
  - 湖中の女 美しい社長夫人の完全犯罪「殺してくれる?」（1985年）
  - 富士山麓殺人事件 仙台〜函館 ルート5に隠された謎（1987年）
  - 花嫁の鮮やかな完全犯罪 成功率50%に魅せられて…900億円財産乗っとり計画（1993年）
- 新・木枯し紋次郎（12ch）
  - 第1話「霧雨に二度哭いた」（1977年）
- 大いなる朝（1979年、TBS）
- 坊っちゃん（1980年、CX）
- 立花登 青春手控え (NHK)
  - 第1話「雨上がり」（1982年）
  - 第20話「しぐれみち」（1982年）
- 月曜ワイド劇場 (ANB)
  - かりそめの妻（1983年）
  - おさな妻 私を抱いて…16歳の初夜（1983年）
- 大奥 (KTV)
  - 第37話「さらば! 田園交響楽」（1983年）
  - 第47話「年上の佳人」（1984年）
- 花王名人劇場 (KTV)
  - 三爺い! と結婚詐欺師（1985年）
- 女ねずみ小僧（1989年、CX）
- キンゾーの上ってなンボ!!（1991年、NBN）

## 出演作品

### 映画
- 充たされた生活（1962年、松竹 / 監督：羽仁進）- 木戸ヤン 役
- 忍者武芸帳（1967年、ATG / 監督：大島渚）- 無風道人 役
- 無理心中日本の夏（1967年、松竹 / 監督：大島渚）- 彼氏 役
- 阿寒に果つ（1975年、東宝 / 監督：渡辺邦彦）- 浦部雄策 役
- 眠れる美女（1995年、ユーロスペース / 監督：横山博人）- 木賀 役

### テレビドラマ
- 大河ドラマ (NHK)
  - 太閤記（1965年）- 竹中半兵衛 役
  - 三姉妹（1967年） - 伊藤俊輔 役
- ウルトラマン 第19話「悪魔はふたたび」・第22話「地上破壊工作」（1966年、TBS / 円谷プロ）- 福山博士 役
- ウルトラセブン 第12話「遊星より愛をこめて」（1967年、TBS / 円谷プロ） - 福田博士 役 ※欠番作品

## 著作
- 『真田風雲録 福田善之作品集』三一書房 1963
  - 『戯曲 真田風雲録』角川文庫 1973（他1篇収録）　
  - 『福田善之Ⅰ 真田風雲録』ハヤカワ演劇文庫 2008（表題作のみ収録）ISBN 978-4-15-140014-8
- 『オッペケペ・袴垂れはどこだ 福田善之第二作品集』三一書房 1967
- 『高杉晋作 維新風雲録 あばれ奇兵隊』大和書房 1967
- 『魔女伝説』三一書房 1969
- 『しんげき忠臣蔵 福田善之娯楽劇集』三一書房 1970
- 『焼跡の女侠 福田善之戯曲集』角川書店 1974
- 『お花ゆめ地獄 福田善之傀儡劇集』三一書房 1983
- 『白樺の林に友が消えた 福田善之戯曲集』冬芽社 1986
- 『れすとらん自由亭・希望』現代企画室 1993
- 『私の下町・壁の中の妖精』三一書房 1995
- 『劇（ドラマ）の向こうの空』読売新聞社 1995
- 『漱石の戀・夢、ハムレットの』三一書房 1997
- 『草莽無頼なり』朝日新聞出版 2010
- 『猿飛佐助の憂鬱』文芸社文庫 2014
- 『颶風のあと - 福田善之戯曲集』三一書房 2017
- 『オッペケペ』一般社団法人 日本劇作家協会（二十一世紀戯曲文庫）2017 オンデマンド出版
- 『あの空は青いか？　私と芝居の雑文クロニクル』佐々木治己編・解説、三一書房 2024

## 翻訳
- チェーホフ『結婚、結婚、結婚! 1幕戯曲選』牧原純共訳、群像社 2006年12月